# André Gounelle
Pour les articles homonymes, voir Gounelle.
André Gounelle, né le 9 mai 1933 à Nîmes et mort le 4 mai 2025 à Castelnau-le-Lez, est un pasteur français, théologien et professeur émérite de théologie systématique à la faculté de théologie protestante de Montpellier. 
Il est un spécialiste de la pensée du théologien Paul Tillich et un théologien très actif du protestantisme libéral francophone.

## Biographie

### Formation
Né à Nîmes dans une famille qui compte de nombreux pasteurs ou théologiens, notamment son grand-oncle Élie Gounelle et son neveu Rémi Gounelle, André Gounelle vit ses premières années à Oran (Algérie), où son père est pasteur de l'Église reformée (1935-1941) ; il y fait sa scolarité primaire, avant d'effectuer ses études secondaires à Casablanca, au Maroc (1941-1952). Il fait des études de lettres et de philosophie (1952-1954) à l'université de Montpellier, où il obtient un diplôme d'études supérieures en philosophie (1954) consacré à La notion de salut chez Spinoza, puis il obtient une maîtrise de théologie à la Faculté de théologie protestante de cette même ville (1957), où il soutient en 1968 une thèse de doctorat en théologie consacrée à la Bible selon Pascal. En 1982, il soutient une thèse d'État intitulée Le Problème de Dieu et le statut de la théologie, à la Faculté de théologie protestante de Strasbourg.

### Parcours pastoral et théologique

#### Pasteur
En 1958, André Gounelle est consacré au ministère pastoral dans l'Église réformée de France. En 1959-1961, il effectue son service national comme aumônier militaire en Algérie durant la guerre d'indépendance. Les secteurs de son activité sont Philippeville, Collo et El Milia. À son retour, et jusqu'à la fin de ses études doctorales, il est pasteur de paroisse de 1963 à 1971, à Dijon, puis à Nîmes.

#### Théologien
André Gounelle devient professeur à la faculté de théologie protestante de Montpellier, dont il occupe la chaire de la théologie systématique de 1971 jusqu'à sa retraite en 1998. Il occupe le poste de doyen de la faculté de 1975 à 1981. Il noue des contacts étroits avec l'université Laval au Québec et participe activement à des programmes de recherche de la faculté de théologie de cette université. Il est membre du conseil scientifique de l'université de Montpellier Paul-Valéry de 1980 à 1990.
Il codirige la traduction française des œuvres du théologien protestant Paul Tillich. Avec son livre Le dynamisme créateur de Dieu, André Gounelle introduit auprès du public francophone la théologie du process, inspirée par le philosophe Alfred North Whitehead et enrichie par la pensée théologique de John B. Cobb.
De 1983 à 1997, André Gounelle est directeur et rédacteur en chef de la revue scientifique éditée par l'Institut protestant de théologie, Études théologiques et religieuses. Il préside également la revue Évangile et Liberté, publiée par le courant du protestantisme libéral français, dont il est un penseur important; et il révise au seuil de sa vie sa Théologie du Protestantisme, ouvrage posthume soutenu par son éditeur Van Dieren.
André Gounelle s'est engagé dans le dialogue interreligieux. Au sein de l'International Association for Religious Freedom, il  est impliqué dans le dialogue avec les bouddhistes et des shintoïstes, et donne plusieurs conférences dans le cadre de l'Amitié judéo-chrétienne de France.
Il exerce également, tout au long de sa vie professionnelle, des responsabilités ecclésiales, siégeant notamment, pendant douze ans (1986-1998), au conseil national de l'Église réformée de France.
André Gounelle meurt le 4 mai 2025 à Castelnau-le-Lez,,.

## Engagements institutionnels
- Codirecteur de la traduction en français des Œuvres de Paul Tillich (Cerf, Labor & Fides, Presses de l'université Laval),
- Membre de l'Association Paul Tillich d'expression française,
- Membre de l'Association Évangile et Liberté,
- Membre de l'Association des amis d'Albert Schweitzer,
- Membre de l'International Association for Religious Freedom,
- Membre de l'Académie des sciences et lettres de Montpellier (depuis 1993).

## Décorations
- Chevalier de l'ordre des Palmes académiques (1991)
- Chevalier de la Légion d'honneur (1999)

## Titres honorifiques
- Docteur honoris causa de l'Université de Lausanne (1997)
- Docteur honoris causa de l'Université Laval (1998)

## Publications

### Ouvrages
- L'Entretien de Pascal avec M. de Sacy : étude et commentaire, Paris, Puf, 1966.
- Foi vivante et mort de Dieu, Lyon, Réveil, 1969.
- La Bible selon Pascal, Paris, Puf, 1970.
- Après la mort de Dieu, Lausanne, L'Âge d'Homme, 1974. Réédition avec postface, Paris, Van Dieren, 1999.
- Le dynamisme créateur de Dieu : essai sur la théologie du process, études théologiques et religieuses, 1980 ; édition revue, corrigée et complétée, Paris, Van Dieren, 2000.
- Les grands principes du protestantisme, Paris, Les Bergers et les Mages, 1985.
- Le Protestantisme, ce qu'il est, ce qu'il n'est pas, Carrières-sous-Poissy, La Cause, 1985, en collaboration avec Laurent Gagnebin (multiples rééditions).
- Le Christ et Jésus : trois christologies américaines : Tillich, Cobb, Altizer, Paris, Desclée de Brouwer, 1990.
- Après la mort qu'y a-t-il ? : les discours chrétiens sur l'au-delà. Éditions du Cerf, 1990, en collaboration avec François Vouga.
- Protestantisme, Publisud, 1992.
- Le baptême : le débat entre les Églises, Paris, Les Bergers et les Mages, 1996.
- La Cène, sacrement de la division, Paris, Les Bergers et les Mages, 1996.
- La mort et l'au-delà, Genève, Labor et Fides, 1998
- Dans la cité : réflexions d'un croyant, Paris, Van Dieren, 2002.
- Parler du Christ, Paris, Van Dieren, 2003.
- Parler de Dieu, Paris, Van Dieren, 2004.
- En chemin avec Paul Tillich, Éditions Lit, 2005 (en collaboration avec Bernard Reymond).
- Penser la foi, Paris, Van Dieren, 2006.
- Paul Tillich : une foi réfléchie, Lyon, Olivétan, 2013.
- Théologie du protestantisme, Paris, Van Dieren, 2021[9].

### Ouvrages collectifs
- « Dieu c'est quoi, finalement ? » in Claude Geffré, André Gounelle, Abd-al-haqq Guiderdoni, Dieu c'est quoi, finalement ? éditions de l’Atelier, 2005.
- « Les deux sœurs » in Philippe Gaudin, André Gounelle, Michel Serfaty, La religion est-elle une superstition ? Éditions de l’Atelier, 2005.
- « Dieu inventé et inventeur ? » in René Girard, A. Gounelle et Alain Houziaux, Dieu une invention ? Paris, L’Atelier, 2007.
- « Qu’est-ce que la vérité ? », « Que penser de la réincarnation ? », « A-t-on encore besoin d’une religion ? », « Toutes les religions se valent-elles ? » in Alain Houziaux (éd.), Y a-t-il un salut pour les salauds ? Paris, Le Seuil, 2007.
- « Dieu ou l’embarras de la théologie » in André Gounelle, Laurent Gagnebin et Bernard Reymond, Évangile et Liberté. Trois parcours pour un christianisme crédible, Paris, Van Dieren, 2013.

### Éditions et traductions
- Paul Tillich, Substance catholique et principe protestant, Cerf/Labor & Fides, Presses de l'Université Laval, 1996, (introduction, et direction de la traduction).
- Paul Tillich, Dieu au-dessus de Dieu, recueil d'articles choisis et présentés par A. Gounelle, traductions sous la direction d'André Gounelle. Paris, Les Bergers et les Mages, 1997.
- Paul Tillich, Théologie systématique, traduction d'André Gounelle avec la collaboration de Mireille Hébert et de C. Conodera. Paris/Genève/Laval, Cerf, Labor & Fides, Presses de l'Université Laval, vol. 1 : 2000 ; vol. 2 : 2003 ; vol. 3 : 2006.
- Paul Tillich, Théologie systématique, vol. 5, traduction d'André Gounelle et de J.M. Saint, avec la collaboration de C. Conodera. Éditions Cerf, Labor et Fides, Presses de l'Université Laval, [2008.
- Paul Tillich, Le Christianisme et la rencontre des religions. Textes édités, traduits et annotés par Marc Boss, André Gounelle et Jean Richard, Genève, Labor et Fides, 2015.
- Huldrych Zwingli, La Foi réformée, textes choisis et présentés par A. Gounelle, Paris, Les Bergers et les Mages, 2000.